# Pushback

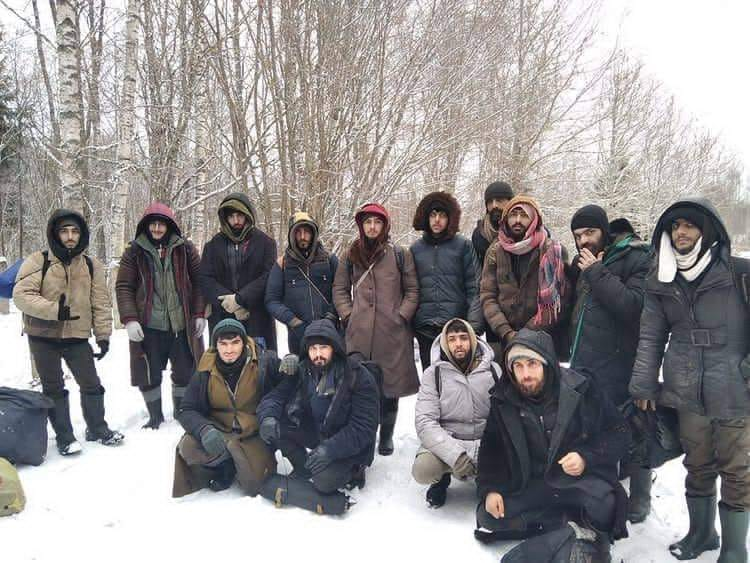
Migranci na granicy łotewsko-białoruskiej (luty 2022)

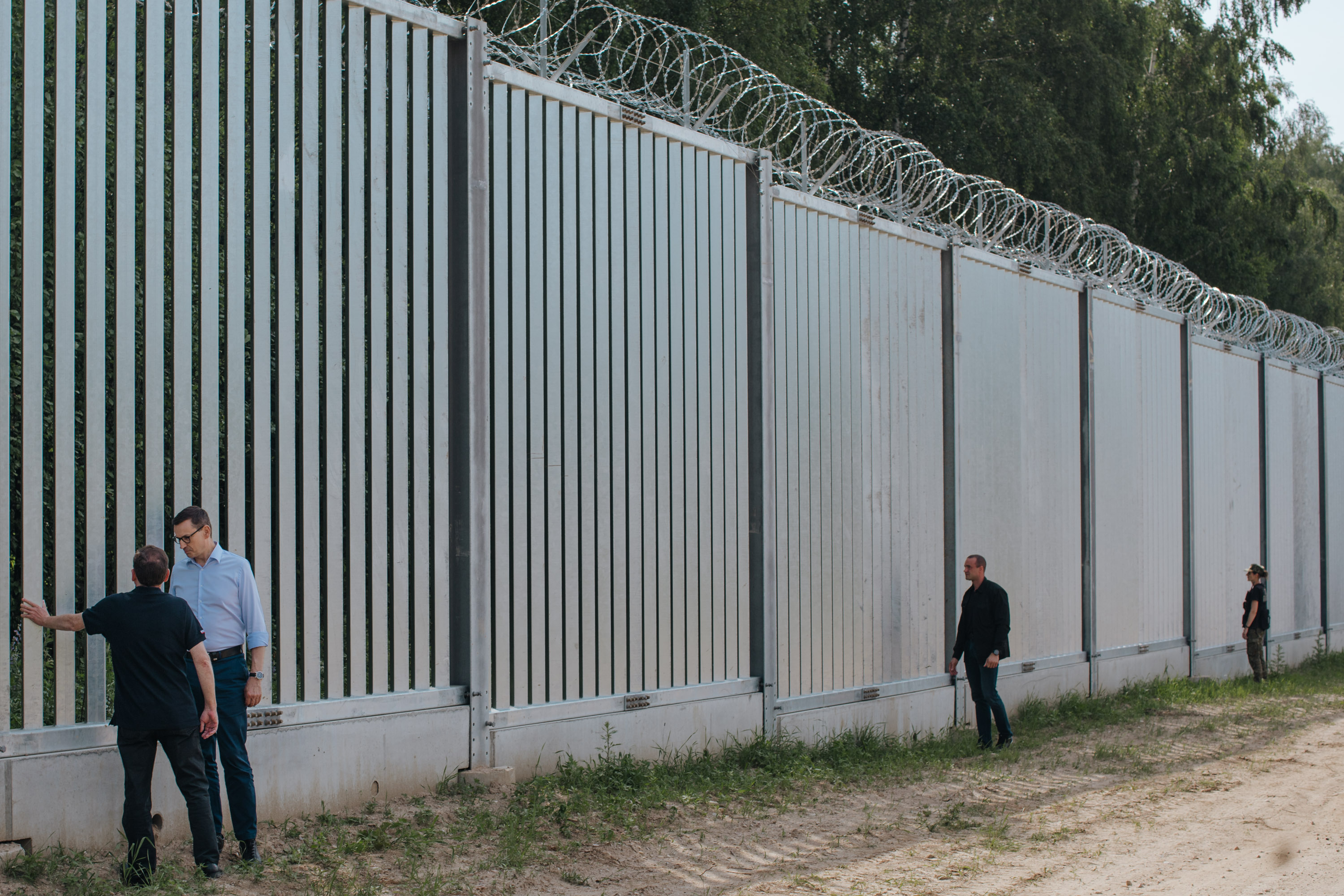
Zapora na granicy polsko-białoruskiej (2022)

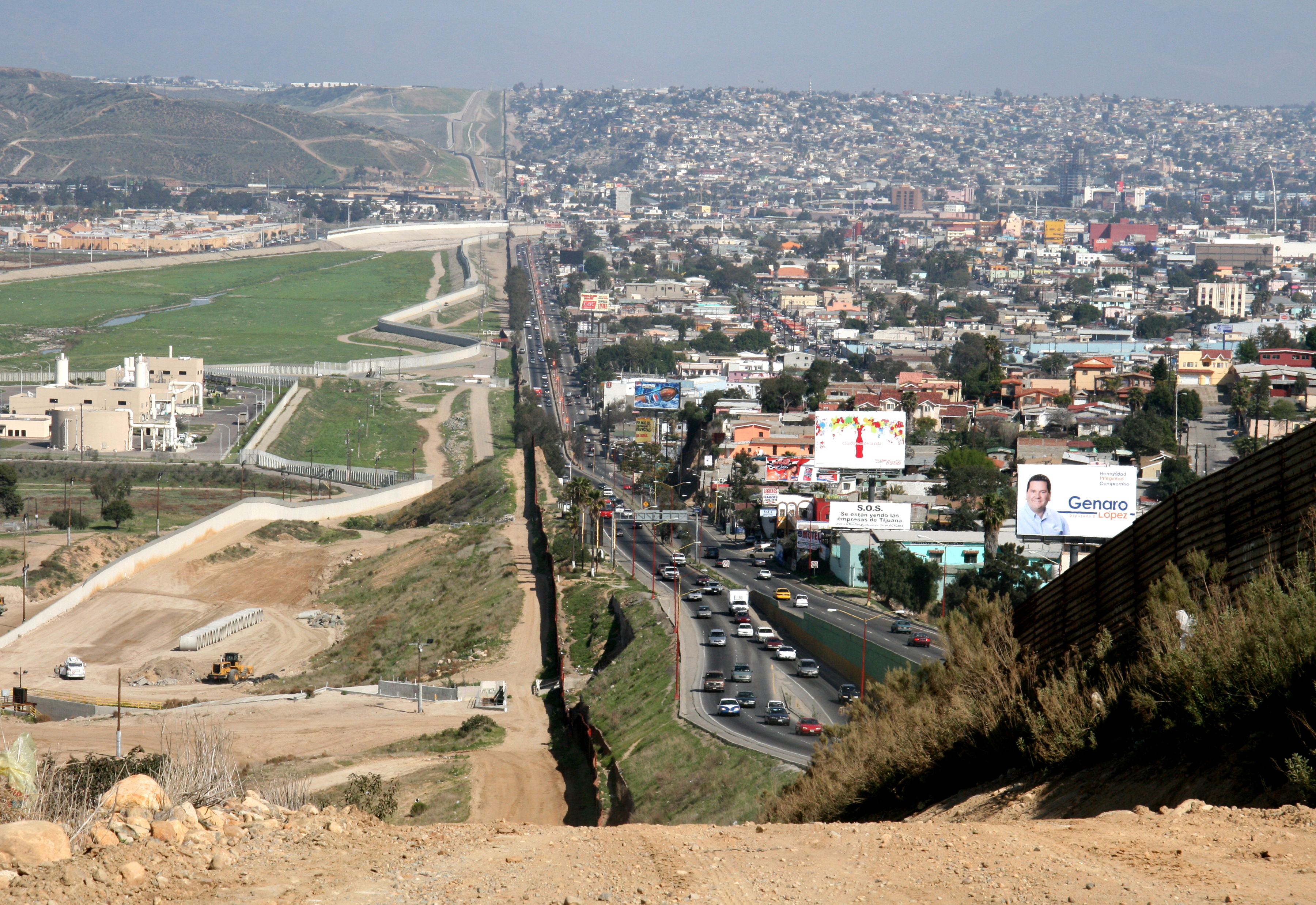
Granica amerykańsko-meksykańska (2007)

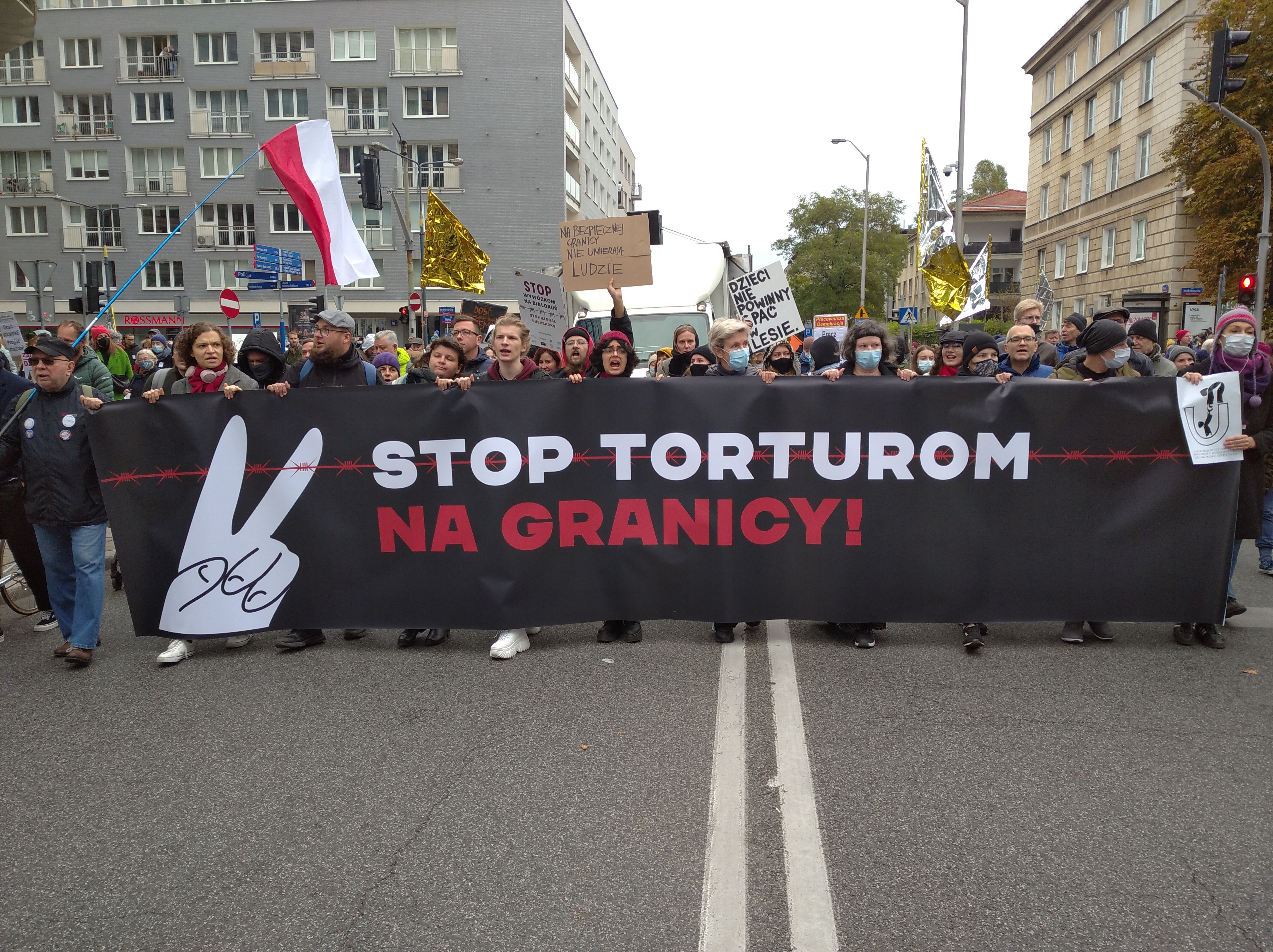
Protest w Warszawie (2021)

Pushback (push back, refoulement, wypychanie) – działanie podejmowane wobec imigrantów próbujących nielegalnie przekroczyć granicę, prowadzące do ich przymusowego powrotu na terytorium państwa, którego granicę próbowali przekroczyć.

## Sytuacja prawna na świecie
Co do zasady, suwerenne państwo ma prawo kontroli przepływu ludzi niebędących obywatelami tego państwa, jednak takie działania nie mogą naruszać postanowień międzynarodowego prawa humanitarnego, międzynarodowego prawa praw człowieka i zasady non-refoulement.
Brak na arenie międzynarodowej jednoznacznej prawnej definicji pushbacku, jednak przyjmuje się, że jest to zachowanie prowadzące do naruszenia zasady non-refoulement.
Sąd Najwyższy Stanów Zjednoczonych orzekł w sprawie Sale v. Haitian Centers Council, że zasada non-refoulement nie obejmuje działań na pełnym morzu i dotyczy jedynie obszaru Stanów Zjednoczonych.

## Sytuacja prawna w Unii Europejskiej
Artykuł 78. traktatu o funkcjonowaniu Unii Europejskiej zapewnia prawo do azylu i ochrony międzynarodowej, a artykuł 18. karty praw podstawowych Unii Europejskiej gwarantuje migrantom prawo do azylu, a artykuł 3. europejskiej konwencji praw człowieka zakazuje ekstradycji i wydalania migrantów w sytuacji, gdy istnieje duża szansa, że po powrocie do swojego państwa mogą zostać poddani nieludzkiemu traktowaniu, torturom lub karze śmierci. W świetle tychże przepisów oraz dyrektywy 2011/95/UE i konwencji genewskich pushback na terenie Unii Europejskiej jest zakazany. Europejski Trybunał Praw Człowieka potępił pushbacki w oparciu o artykuł 4. europejskiej konwencji praw człowieka.
We wrześniu 2020 roku Komisja Europejska przyjęła nowy pakt o migracji i azylu, w którym zadeklarowano pełne poszanowanie zasady non-refoulement. Pomimo tego niektóre państwa UE, np. Litwa optowały za legalizacją pushbacków (Litwa w maju 2023 roku „zalegalizowała” tę praktykę).

### Sytuacja prawna w Polsce
§ 3 ust. 2b rozporządzenia MSWiA z 13 marca 2020 roku w sprawie czasowego zawieszenia lub ograniczenia ruchu granicznego na określonych przejściach granicznych po nowelizacji z 20 sierpnia 2021 roku podpisanej przez Macieja Wąsika zawiera sformułowanie w stosunku do migrantów o nieuregulowanym statusie prawnym: osoby takie zawraca się do linii granicy państwowej, co de facto sprowadza się do pushbacku. Wojewódzki Sąd Administracyjny w Białymstoku w 2023 roku orzekł, że owo rozporządzenie jest wadliwe i sprzeczne z zasadą non-refoulement.
Pierwszy w Polsce proces o zadośćuczynienie za wywózkę w 2012 roku Afgańczyków uciekających przed talibami przez polską Straż Graniczną „za druty” poza granicę polsko-białoruską toczy się w 2023 roku. Wcześniej, 28 marca 2022 roku Wojewódzki Sąd Administracyjny w Białymstoku po skardze Rzecznika Praw Obywatelskich orzekł, iż pushbacki są sprzeczne z prawem polskim i międzynarodowym. Pomimo owych orzeczeń pushbacki nadal ( październik 2023 roku) mają miejsce na polsko-białoruskiej granicy.

## Pushbacki w praktyce
W wyniku licznych kryzysów migracyjnych na początku XXI wieku wybrane państwa członkowskie Unii Europejskiej postanowiły wzmożyć kontrole graniczne oraz postawić płoty oraz inne bariery na swoich granicach. W unijnej rezolucji z 2019 roku zwrócono uwagę na stosowanie pushbacków przez kraje członkowskie UE, o praktyki pushbackowe na Morzu Egejskim został oskarżony także Frontex. Wysoki komisarz Narodów Zjednoczonych do spraw uchodźców oraz Międzynarodowa Organizacja Morska wezwały Unię Europejską do zakończenia pushbacków i przemocy na granicach państw. Minister Mariusz Kamiński samo słowo „pushback” uważa za typowo publicystyczne i pejoratywne, a w Niemczech zostało uznane za antysłowo 2021 roku.
Border Violence Monitoring Network przygotowuje corocznie od 2020 Czarną Księgę Pushbacków, która objęła kilkadziesiąt tysięcy przypadków pushbacku w Europie, w tym w Polsce.
Według raportu „Gazety Wyborczej” z 2023 roku obejmującego okres od 1 stycznia do 17 września 2023 roku 32 046 osób przekroczyło polską-białoruską granicę od strony Białorusi, z czego 17 488 osób doświadczyło pushbacku. Poza pushbackami osób np. z Afryki w 2022 roku odnotowano także pierwszy pushback zastosowany ze strony polskiej wobec obywatela Białorusi.
Podobne praktyki są stosowane m.in. na Litwie, Łotwie, Białorusi, w Hiszpanii i Niemczech.

## Pushbacki w kulturze
Tematykę pushbacków podejmują m.in.:
- film w reżyserii Agnieszki Holland pt. Zielona granica (2023)[28]
- książka Mikołaja Grynberga Jezus umarł w Polsce (2023)[29]
- wystawa Pushback jest nielegalny. Pomoc jest legalna eksponowana m.in. w Parlamencie Europejskim[30] i na Uniwersytecie Warszawskim[31] z inicjatywy Janiny Ochojskiej (2023)[32]